# Charles Nodier
Jean-Charles Emmanuel Nodier, conocido como Charles Nodier (Besanzón, 29 de abril de 1780 - París, 27 de enero de 1844), fue un escritor y bibliotecario francés.

## Trayectoria
Nació en Besanzón en 1780, en vísperas pues del estallido de la Revolución francesa. Su padre, Antoine Nodier, fue alcalde de Besanzón y presidente del tribunal criminal de Doubs. Al parecer fue en cierta medida un instrumento político de los jacobinos, pero sin compartir del todo sus opiniones. 
Charles Nodier vivió una época de fracturas políticas y culturales abismales, y padeció el llamado 'terror blanco' que siguió a la etapa napoleónica. Así que sufrió el mal del siglo como Stendhal, Hugo o Nerval.
Pero en todo caso, Nodier ya en 1791 pronunció un discurso a favor de la Revolución llamado Sociedad de los Amigos de la Constitución, pronunció varios discursos patrióticos de jovencísimo. Se ha señalado el aura algo heteróclita y dispar de las referencias sobre Nodier.
Estudió bajo la dirección de Euloge Schneider, notorio jacobino gobernador de Alsacia, interesándose profundamente por la historia natural y aprendiendo alemán e inglés. A partir de 1796 estudió en la escuela central de Besanzón, donde participó en la creación de una sociedad secreta denominada "Filadelfia", y fue nombrado bibliotecario de la escuela de Doubs un año más tarde. Un artículo crítico con los jacobinos le hizo perder el puesto en 1800.
En 1802 fue encarcelado por publicar un panfleto titulado "La Napoléone", en donde criticaba a Napoleón. Salió libre al año siguiente y se fue a París en donde tuvo una vida agitada; pero de nuevo regresó a Besanzón. En 1808 dio un curso de literatura en Dole y se casó con Desirée Charve. Su carrera literaria entre tanto proseguía con la publicación de un Diccionario de la onomatopeya francesa. En 1809 fue asistente literario de sir Herbert Croft y de Lady Mary Hamilton en Amiens. 
En 1813 fue a Liubliana (hoy, capital de Eslovenia), donde estaba Joseph Fouché, redactor del Télégraphe officiel, periódico oficial de la provincia de Iliria. En la actualidad, el instituto cultural francés de Liubliana lleva el nombre del escritor.
Volvió a París en 1814 en donde trabajó como redactor del Journal des Débats. Al año siguiente publicó Jean Sbogar, la historia de un bandido en la provincia de Iliria. Desde el 15 de enero de 1821, colaboró en el diario La Quotidienne, donde escribió 70 artículos hasta el 10 de julio de 1830, y en él presentó obras de Rabelais, Walter Scott, Marot, Lamartine, Byron y Victor Hugo. En 1819 colaboraba asimismo para el Le drapeau Blanc. En 1821 hizo un viaje de un mes por Escocia, cuyos paisajes le impresionaron; lo refleja bien en su Promenade de Dieppe aux montagnes d'Écosse. Clásico por sus gustos, fue un romántico por su temperamento.

## Balance
Nodier fue un escritor muy prolífico, de gran imaginación y de erudición destacada en su campo de las letras. Fue filósofo, entomólogo, bibliófilo y bibliotecario de enorme prestigio en su época. Ya en 1820 se reunieron sus Romans, nouvelles et mélanges, en cuatro volúmenes. Dirigió la Bibliothèque de l'Arsenal (1824).
Apreciaba mucho los relatos fantásticos del escritor alemán E.T.A. Hoffmann. Admiraba a Goethe y a Shakespeare: de hecho introdujo la lectura de Shakespeare en su tiempo (influyó así en Hugo, como reconoció éste) y también la de Goethe, antes de hacerlo Nerval. Tradujo El Vampiro, de Polidori. Dio un salto literario y promovió el nacimiento del Romanticismo en Francia. De hecho, se considera que introdujo el romanticismo en su país, influyendo después poderosamente en los surrealistas por su furor imaginativo. 
Por su tertulia pasaron Alfred de Musset, Alejandro Dumas, Théophile Gautier o Alfred de Vigny. En 1833 fue elegido miembro de la Academia Francesa. Un año después fundó el Bulletin du Bibliophile. En 1843 fue nombrado miembro de la Legión de Honor, un año antes de su muerte, en1844.
La obra de Charles Nodier que más ha perdurado en el tiempo es la narrativa y de corte sobrenatural, predominando en ella un atractivo tono añejo. Sus relatos más conocidos versan sobre vampiros, demonios, brujas y aparecidos: "La monja sangrienta", "El vampiro Arnold-Paul", "El espectro de Olivier", "Las aventuras de Thibaud de la Jacquière" (el cual se dice que es un plagio de la décima jornada de la novela gótica Manuscrito encontrado en Zaragoza de Jan Potocki), "El tesoro del diablo", "El aparecido rojo"... 
Nodier dejó a la posteridad muchas obras de interés erudito, muy valiosas, y un excelente libro de factura novedosa, a la sombra de Sterne y seguidores: Historia del rey de Bohemia y de sus siete castillos. La introducción de 150 páginas a esta obra, recién traducida, sitúa ya convenientemente en castellano el trabajo de Nodier, autor muy difundido por la editorial Calpe en la década de 1920.

## Obras

### Estudios
- Dissertation sur l'usage des antennes dans les insectes (1798)
- Pensées de Shakespeare extraites de ses ouvrages (1800)
- Dictionnaire des onomatopées 1808
- Museum entomologicum (1811)
- Questions de littérature légale (1812)
- Histoire des sociétés secrètes de l'armée (1815)
- Napoleón y sus constituciones (1815)
- Voyages pittoresques et romantiques dans l'ancienne France (1820, con Isidore Taylor)
- Bibliothèque sacrée grecque-latine de Moïse à saint Thomas d'Aquin (1826)
- Rêveries littéraires, morales et fantastiques (1832)
- Le dernier banquet des Girondins (1833)
- Trésors des fèves et fleurs des pois (1833)
- Notions élémentaires de linguistique (1834)
- Monsieur Cazotte (1834)
- La Seine et ses bordes (1836)
- París histórico (1837-1840), 3 volúmenes
- Souvenirs y retratos de la Revolución (1840)

### Literatura
- Moi-même (1800), ed. por J. Larat en 1921.
- Stella ou Les proscripts (1802), tr. Stella o los proscritos, romance poético.
- Le peintre de Salzbourg, journal des émotions d’un cœur souffrant (1803), romance poético
- Prophétie contre Albion (1804)
- Le vingt et un janvier (1816)
- Jean Sbogar (1818), novela
- El vampiro (1820), versión francesa de El vampiro de Polidori.
- Adéle (1820), romance poético
- Smarra, ou les démons de la nuit, conte fantastique (1821); tr. Los demonios de la noche, Abraxas, 2003
- El delator (1821)
- Bertram o la mansión de Saint-Aldobrand (1821)
- Trilby, ou le lutin d'Argail (1822); tr. Trilby o el duendecillo de Argail, Calpe, 1923
- Infernaliana (1822); tr.: Infernaliana, Valdemar, 1997
- Histoire du roi de Bohême et de ses sept châteaux (1830); tr. Historia del rey de Bohemia y de sus siete castillos, KRK, 2016
- La Fée aux miettes (1832); tr. El hada de las migajas, Calpe, 1920
- Mademoiselle de Marsan (1832); tr.; La señorita de Marsán, Calpe, 1924; Bruguera, 1983
- Jean-François les Bas-bleus (1832)
- Souvenirs de la jeunesse (1832); tr.: Recuerdos de juventud, Calpe, 1924 y 1950
- Inès de Las Sierras (1838); tr. Inés de Las Sierras (Calpe, 1923, 1946.
- Les quatre talismans et la légende de soeur Béatrix (1838)
- La novena de la Candelaria (1839); tr. Calpe, 1924
- Historia del perro de Brisquet (1844)
- Lydie ou la Resurrection
- Franciscus Colomna (1844); tr. Lydia o la resurrección; junto con Francisco Colomna, Calpe, 1923. Dos cuentos, póstumos, publiado el 2º por Jules Janin
- El vampiro de Arnold-Paul(póstuma, 2003)
- Cuentos visionarios, Siruela, 1989
- Locos por los libros, Olañeta  (2016) o El amante de los libros, Trama, 2015